# Belgique aux Jeux olympiques d'été de 2008
La Belgique participe aux Jeux olympiques d'été de 2008 à Pékin. Il s'agit de la 24e participation du pays aux Jeux olympiques d'été.

## Liste des médaillés belges

### Médailles d'or
| Sport              | Discipline           | Sportifs                                                | Performance |
| Médailles d'or : 2 |                      |                                                         |             |
| Athlétisme         | Saut en hauteur (F)  | Tia Hellebaut                                           | 2,05 m      |
| Athlétisme         | Relais 4 × 100 m (F) | Olivia Borlée Hanna Mariën Élodie Ouédraogo Kim Gevaert | 42 s 54     |

### Médailles d'argent
| Sport                  | Discipline | Sportifs | Performance |
| Médailles d'argent : 0 |            |          |             |

### Médailles de bronze
| Sport                   | Discipline | Sportifs | Performance |
| Médailles de bronze : 0 |            |          |             |

## Athlètes engagés

### Athlétisme
Athlètes ayant réussi les minima :
- Hommes
  - Kristof Beyens : 200 m, relais 4 × 400 m
  - Hans Van Alphen : décathlon
  - Frédéric Xhonneux : décathlon
  - Kévin Borlée : 400 m, relais 4 × 400 m
  - Jonathan Borlée : 400 m, relais 4 × 400 m
  - Cédric Van Branteghem : 400 m, relais 4 × 400 m
  - Arnaud Ghislain : relais 4 × 400 m
  - Nils Duerinck : relais 4 × 400 m
  - Pieter Desmet : 3000 m steeple
  - Monder Rizki : 5 000 m
  - Kevin Rans : saut à la perche
- Femmes
  - Nathalie De Vos : 10 000 m
  - Veerle Dejaeghere : 3000 m steeple
  - Kim Gevaert : 100 m, 200 m, relais 4 × 100 m 
  - Tia Hellebaut : saut en hauteur 
  - Olivia Borlée : relais 4 × 100 m 
  - Hanna Mariën : relais 4 × 100 m 
  - Élodie Ouédraogo : relais 4 × 100 m 
  - Élisabeth Davin : relais 4 × 100 m
  - Frauke Penen : relais 4 × 100 m

#### Hommes
| Épreuve               | Athlète               | Séries       | Séries | Quarts de finale | Quarts de finale | Demi-finales | Demi-finales | Finale      | Finale |
| Épreuve               | Athlète               | Résultat     | Rang   | Résultat         | Rang             | Résultat     | Rang         | Résultat    | Rang   |
| --------------------- | --------------------- | ------------ | ------ | ---------------- | ---------------- | ------------ | ------------ | ----------- | ------ |
| 200 mètres            | Kristof Beyens        | 20.69        | 3e Q   | 20.50            | 3e Q             | 20.69        | 8e           | -           | -      |
| 400 mètres            | Cédric Van Branteghem | 45.54        | 3e Q   | NC               | NC               | 45.81        | 8e           | -           | -      |
| 400 mètres            | Jonathan Borlée       | 45.25        | 4e Q   | NC               | NC               | 45.11        | 5e           | -           | -      |
| 400 mètres            | Kévin Borlée          | 45.43        | 4e Q   | NC               | NC               | 44.88        | 3e           | -           | -      |
| 5 000 mètres          | Monder Rizki          | 13 min 54.41 | 8e     | -                | -                | -            | -            | -           | -      |
| 3000m steeple         | Pieter Desmet         | 8 min 37.99  | 11e    | -                | -                | -            | -            | -           | -      |
| Relais 4 × 400 mètres | Kévin Borlée          | 3 min 00.67  | 3e Q   | NC               | NC               | NC           | NC           | 2 min 59.37 | 4e     |
| Relais 4 × 400 mètres | Jonathan Borlée       | 3 min 00.67  | 3e Q   | NC               | NC               | NC           | NC           | 2 min 59.37 | 4e     |
| Relais 4 × 400 mètres | Cédric Van Branteghem | 3 min 00.67  | 3e Q   | NC               | NC               | NC           | NC           | 2 min 59.37 | 4e     |
| Relais 4 × 400 mètres | Arnaud Ghislain       | 3 min 00.67  | 3e Q   | NC               | NC               | NC           | NC           | 2 min 59.37 | 4e     |
| Saut à la perche      | Kevin Rans            | 5,45m        | 15e    | -                | -                | -            | -            | -           | -      |
| Décathlon             | Hans Van Alphen       | NC           | NC     | NC               | NC               | NC           | NC           | Abandon     | /      |
| Décathlon             | Frédéric Xhonneux     | NC           | NC     | NC               | NC               | NC           | NC           | Abandon     | /      |

#### Femmes
| Épreuve               | Athlète           | Séries      | Séries | Quarts de finale | Quarts de finale | Demi-finales | Demi-finales | Finale       | Finale        |
| Épreuve               | Athlète           | Résultat    | Rang   | Résultat         | Rang             | Résultat     | Rang         | Résultat     | Rang          |
| --------------------- | ----------------- | ----------- | ------ | ---------------- | ---------------- | ------------ | ------------ | ------------ | ------------- |
| 100 mètres            | Kim Gevaert       | 11.33       | 1er Q  | 11.10            | 3e Q             | 11.30        | 6e           | -            | -             |
| 200 mètres            | Kim Gevaert       | N.P         | /      | -                | -                | -            | -            | -            | -             |
| 10 000 mètres         | Nathalie De Vos   | NC          | NC     | NC               | NC               | NC           | NC           | 32 min 33.45 | 24e           |
| 3 000 mètres steeple  | Veerle Dejaeghere | 9 min 54.65 | 10e    | -                | -                | -            | -            | -            | -             |
| Relais 4 × 100 mètres | Olivia Borlée     | 42.92       | 1er Q  | NC               | NC               | NC           | NC           | 42.54        | Médaille d'or |
| Relais 4 × 100 mètres | Hanna Mariën      | 42.92       | 1er Q  | NC               | NC               | NC           | NC           | 42.54        | Médaille d'or |
| Relais 4 × 100 mètres | Élodie Ouédraogo  | 42.92       | 1er Q  | NC               | NC               | NC           | NC           | 42.54        | Médaille d'or |
| Relais 4 × 100 mètres | Kim Gevaert       | 42.92       | 1er Q  | NC               | NC               | NC           | NC           | 42.54        | Médaille d'or |
| Saut en hauteur       | Tia Hellebaut     | 1,93m       | 1er Q  | NC               | NC               | NC           | NC           | 2,05m        | Médaille d'or |

### Aviron
Embarcations déjà qualifiées :
- Hommes
  - Tim Maeyens : skiff
  - Bart Poelvoorde : deux de couple
  - Christophe Raes : deux de couple

| Athlète(s)      | Compétition    | Série         | Série | Quart de finale | Quart de finale | Demi-finale   | Demi-finale | Finale                 | Finale |
| Athlète(s)      | Compétition    | Temps         | Rang  | Temps           | Rang            | Temps         | Rang        | Temps                  | Rang   |
| --------------- | -------------- | ------------- | ----- | --------------- | --------------- | ------------- | ----------- | ---------------------- | ------ |
| Tim Maeyens     | Skiff          | 7 min 16 s 60 | 1er   | 6 min 52 s 70   | 2e              | 6 min 59 s 65 | 3e          | Finale A 7 min 03 s 40 | 4e     |
| Bart Poelvoorde | Deux de couple | 6 min 31 s 84 | 4e    | 6 min 24 s 01   | 2e              | 6 min 26 s 91 | 5e          | Finale B 6 min 35 s 55 | 2e     |
| Christophe Raes | Deux de couple | 6 min 31 s 84 | 4e    | 6 min 24 s 01   | 2e              | 6 min 26 s 91 | 5e          | Finale B 6 min 35 s 55 | 2e     |

### Canoë-Kayak
Embarcations qualifiées après les championnats du monde 2007, d'autres épreuves se dérouleront en 2008.
- Course en ligne
  - Hommes
    - Bob Maesen : K2 - 1000 m
    - Kevin De Bondt : K2 - 1000 m

| Athlète       | Compétition | Éliminatoires  | Éliminatoires | Demi-finales   | Demi-finales | Finale A | Finale A |
| Athlète       | Compétition | Temps          | Rang          | Temps          | Rang         | Temps    | Rang     |
| ------------- | ----------- | -------------- | ------------- | -------------- | ------------ | -------- | -------- |
| Kevin De Bont | K2 1000m    | 3 min 21 s 604 | 4e            | 3 min 24 s 148 | 4e           | -        | -        |
| Bob Maesen    | K2 1000m    | 3 min 21 s 604 | 4e            | 3 min 24 s 148 | 4e           | -        | -        |

### Cyclisme
Trois des meilleurs coureurs belges ont renoncé à participer aux Jeux. Tom Boonen et Philippe Gilbert ont devancé une sélection éventuelle en annonçant leur décision en janvier et en mai. Stijn Devolder, sélectionné dans un premier temps, a déclaré forfait, s'estimant fatigué après son abandon au Tour de France. Il est remplacé par Mario Aerts.

#### Route
- - Hommes :
    - Christophe Brandt : course en ligne
    - Mario Aerts : course en ligne
    - Maxime Monfort : course en ligne, contre-la-montre
    - Jurgen Van den Broeck : course en ligne, contre-la-montre
    - Johan Vansummeren : course en ligne

  - Femmes :
    - Lieselot Decroix : course en ligne

| Athlète           | Compétition      | Temps         | Rang |
| ----------------- | ---------------- | ------------- | ---- |
| Mario Aerts       | Course en ligne  | 6 h 24 min 01 | 7e   |
| Johan Vansummeren | Course en ligne  | 6 h 26 min 27 | 41e  |
| Maxime Monfort    | Contre-la-montre | 1 h 07 min 12 | 25e  |

#### Piste
- - Hommes :
    - Iljo Keisse : madison, course aux points
    - Kenny De Ketele : madison

| Athlète         | Compétition           | Points | Rang |
| --------------- | --------------------- | ------ | ---- |
| Iljo Keisse     | Course aux points     | 8      | 12e  |
| Iljo Keisse     | Course à l'américaine | 17     | 4e   |
| Kenny De Ketele | Course à l'américaine | 17     | 4e   |

#### VTT
- - Hommes :
    - Filip Meirhaeghe : VTT
    - Sven Nys : VTT
    - Roel Paulissen : VTT

| Athlète          | Compétition              | Temps           | Rang |
| ---------------- | ------------------------ | --------------- | ---- |
| Sven Nys         | Cross-country VTT hommes | 2 h 01 min 00 s | 9e   |
| Roel Paulissen   | Cross-country VTT hommes | 2 h 03 min 30 s | 19e  |
| Filip Meirhaeghe | Cross-country VTT hommes | + 2 Tour        | 32e  |

### Équitation
- Concours complet
  - Joris Vanspringel
  - Karin Donckers

- Saut d'obstacles
  - Jos Lansink

### Football
L'équipe de Belgique espoir s'est qualifiée pour les Jeux olympiques.
| Po. | Nom                    | Club                | Championnat             |
| G   | Logan Bailly           | RC Genk             | Jupiler League          |
| G   | Yves De Winter         | KVC Westerlo        | Jupiler League          |
| G   | Yves Makabu-Makalambay | Hibernian Édimbourg | Scottish Premier League |
| D   | Laurent Ciman          | FC Bruges           | Jupiler League          |
| D   | Sepp De Roover         | FC Groningue        | Eredivisie              |
| D   | Vincent Kompany        | Manchester City     | Premier League          |
| D   | Landry Mulemo          | Standard de Liège   | Jupiler League          |
| D   | Vadis Odjidja Ofoe     | Hambourg SV         | Bundesliga              |
| D   | Sébastien Pocognoli    | AZ Alkmaar          | Eredivisie              |
| D   | Thomas Vermaelen       | Ajax Amsterdam      | Eredivisie              |
| D   | Jan Vertonghen         | Ajax Amsterdam      | Eredivisie              |
| M   | Tom De Mul             | FC Séville          | Primera División        |
| M   | Marouane Fellaini      | Standard de Liège   | Jupiler League          |
| M   | Faris Haroun           | RC Genk             | Jupiler League          |
| M   | Roland Lamah           | RSC Anderlecht      | Jupiler League          |
| M   | Maarten Martens        | AZ Alkmaar          | Eredivisie              |
| M   | Jeroen Simaeys         | FC Bruges           | Jupiler League          |
| M   | Anthony Vanden Borre   | Genoa CFC           | Serie A                 |
| A   | Stijn De Smet          | Cercle Bruges       | Jupiler League          |
| A   | Moussa Dembélé         | AZ Alkmaar          | Eredivisie              |
| A   | Kevin Mirallas         | Lille OSC           | Ligue 1                 |
| A   | Giuseppe Rossini       | FC Utrecht          | Eredivisie              |

### Gymnastique

#### Gymnastique artistique
- - Hommes :
    - Koen Van Damme : Concours complet

  - Femmes :
    - Gaëlle Mys : Concours complet

### Haltérophilie
- Hommes
  - Tom Goegebuer : -56 kg

### Hockey sur gazon
L'équipe de Belgique de hockey masculin s'est qualifiée pour les Jeux olympiques.
Voici sa composition:
- Thomas Briels
- Cédric Charlier
- Cédric De Greve
- Alexandre De Saedeleer
- Jérôme Dekeyser
- Félix Denayer
- John-John Dohmen
- Philippe Goldberg
- Gregory Gucassoff
- Patrice Houssein
- Maxime Luycx
- Xavier Reckinger
- Thierry Renaer
- Jérôme Truyens
- Thomas Van Den Balck
- David Van Rysselberghe
- Charles Vandeweghe
- Loïc Vandeweghe

### Judo
Catégories qualifiés après les Championnats du monde 2007 :
- Hommes
  - Dirk Van Tichelt : -73 kg

- Femmes
  - Ilse Heylen : -52 kg
  - Cathérine Jacques : -70 kg

### Natation
- Hommes
  - Yoris Grandjean : 100m nage libre
  - François Heersbrandt : 100m papillon
  - Mathieu Fonteyn : 200m papillon
  - Glenn Surgeloose : 200m nage libre
  - Tom Vangeneugden : 1500m nage libre
  - Brian Ryckeman : nage en eau libre

- Femmes
  - Elise Matthysen : 100m brasse

### Tennis
- Hommes
  - Steve Darcis : Double et simple
  - Olivier Rochus : Double et simple

### Tennis de Table
- Hommes
  - Jean-Michel Saive : Simple

### Triathlon
- Hommes
  - Axel Zeebroek
  - Peter Croes

### Voile
Embarcations qualifiées après les championnats du monde 2007 :
- Femmes
  - Evi Van Acker : Laser
- Mixte
  - Carolijn Brouwer : Tornado
  - Sébastien Godefroid : Tornado

### Beach Volley
- Femmes :
  - Liesbeth Mouha
  - Liesbeth Van Breedam

## Disqualification a posteriori du relais russe féminin du 4x100m pour dopage
À la suite de nouvelles analyses effectuées sur les échantillons de l'athlète russe Yuliya Chermoshanskaya et qui révèlent la présence de produits dopants, le Comité international olympique décide en août 2016 de déposséder l'ensemble du relais russe féminin de leur médaille d'or acquise sur le 4x100m. La Belgique qui avait obtenu la médaille d'argent en 2008, récupère ainsi la médaille d'or huit ans après et devient donc championne olympique de la discipline.